# Боверстон (Охајо)
Боверстон (енгл. Bowerston) град је у америчкој савезној држави Охајо.

## Демографија
По попису из 2010. године број становника је 398, што је 16 (-3,9%) становника мање него 2000. године.
| Група             | 2000.        | 2010.       |
| Белци             | 414 (100,0%) | 393 (98,7%) |
| Афроамериканци    | 0 (0,0%)     | 3 (0,8%)    |
| Азијати           | 0 (0,0%)     | 0 (0,0%)    |
| Хиспаноамериканци | 0 (0,0%)     | 0 (0,0%)    |
| Укупно            | 414          | 398         |